# Grábrók

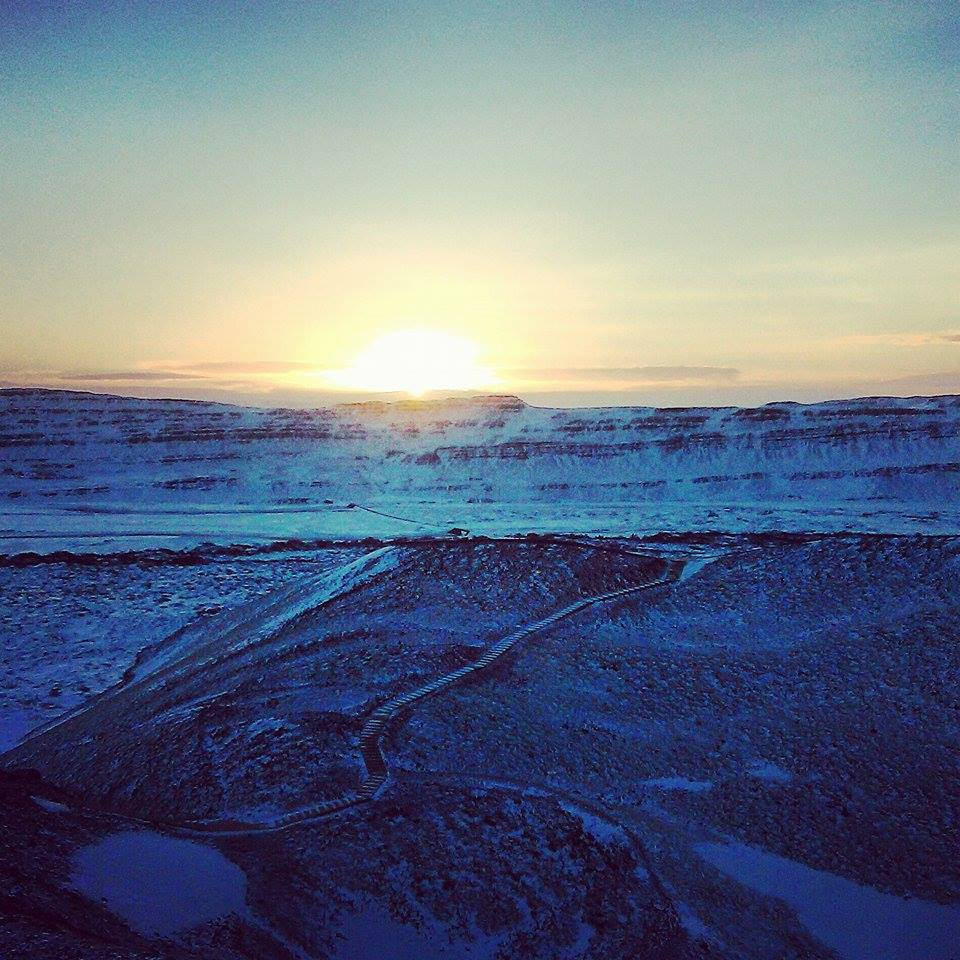
Lever de soleil depuis le sommet de Grábrók

Grábrók est un volcan explosif,haut d'environ 170 mètres et situé dans l'ouest de l'Islande. 

## Description
Grábrók est le plus grand des trois cratères d'une fissure volcanique courte. Les cratères et la lave de Grábrók ont été déclarés Zone naturelle protégée en 1962. Un sentier pédestre permet une randonnée jusqu'au sommet.
Le cratère de Grábrók a été formé lors d’une éruption fissurale il y a moins de 3000 ans.
Les éruptions volcaniques sont souvent associées à la mort de la population locale. Habituellement, ce n’est pas la lave qui tue, mais le nuage de gaz toxique qui s’écoule sur le côté du volcan juste avant le déclenchement. La coulée de lave peut créer d’énormes dégâts matériels. Ainsi, maisons, cultures agricoles, champs et forêts peuvent être brûlés puis recouverts par la lave durcie. Dans un processus explosif, la lave prend la forme de bombes volcaniques. Celles-ci varient en taille allant de quelques millimètres à une taille aussi grande que des blocs de maisons. 

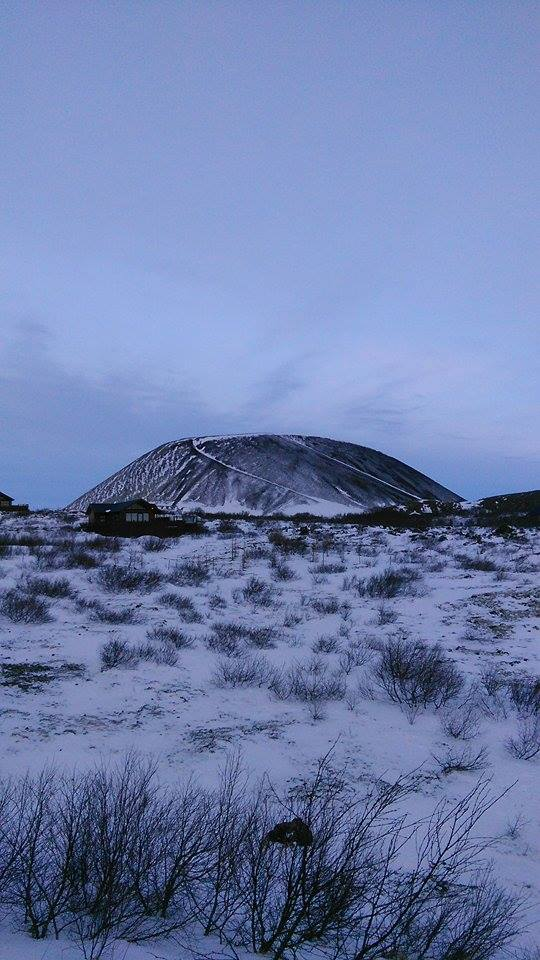
Volcan Grábrók

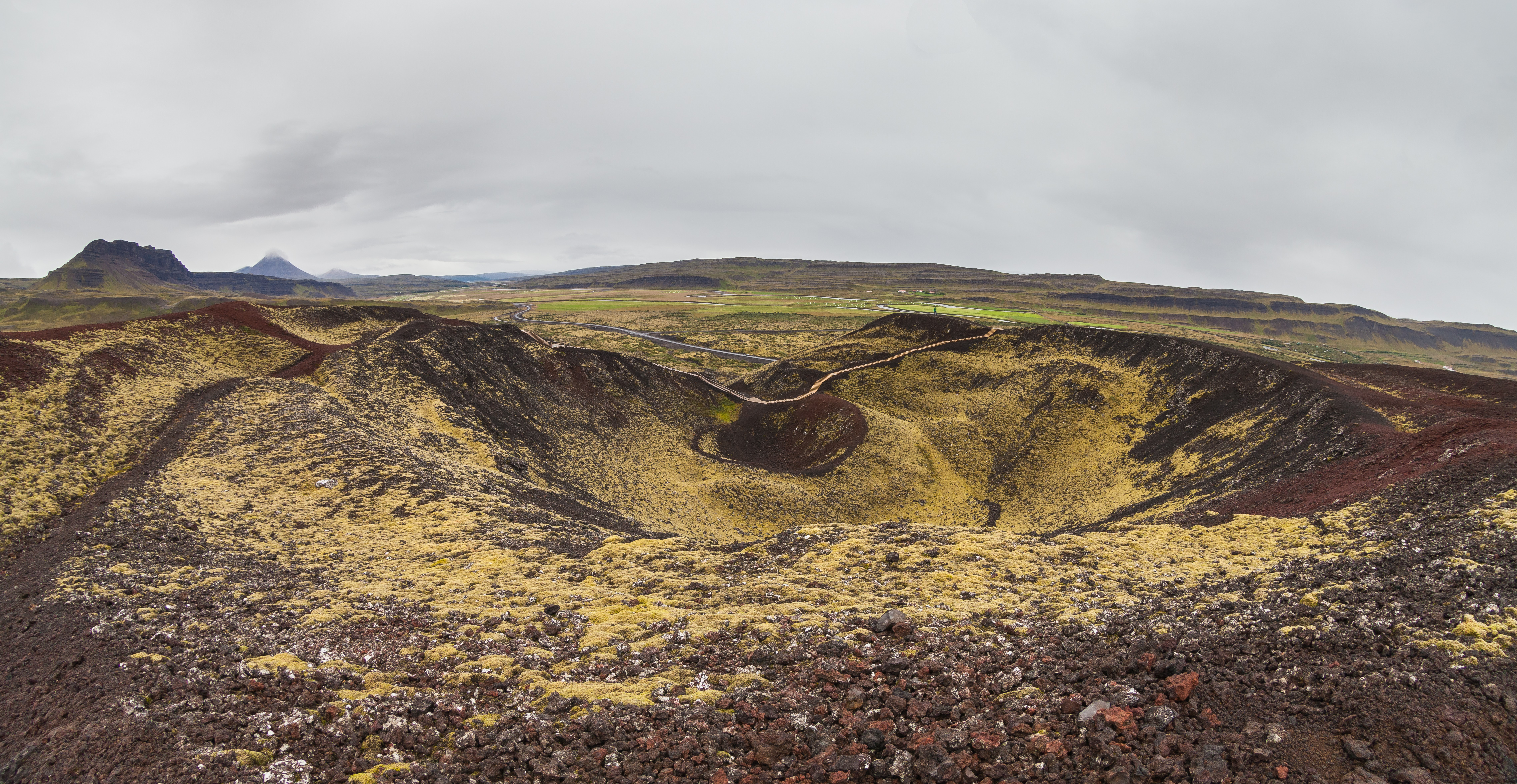
intérieur du volcan Grábrók

Ljósufjöll est un système de ventilation et de volcans sur la péninsule de Snæfellsnes. Le système a une longueur d'environ 90 km allant du côté nord de Snæfellsnes au village Bifröst dont les cratères Grábrók sont à proximité. Le système volcanique est le seul système sur la péninsule qui a éclaté dans l'histoire. L'éruption a eu lieu au XIIe siècle et a coûté la vie à environ 80 personnes. L'une d'entre elles était alors évêque de Skálholt, Magnus Einarsson. 
Le nom du cratère est dérivé de celui du volcan central et peut être traduit en français par "Montagnes de la Lumière".